# تپه روادانق (قلعه بوینو)
تپه روادانق (قلعه بوینو) مربوط به هزاره اول قبل از میلاد است و در شهرستان ورزقان، بخش مرکز ی، دهستان ازومدل جنوبی، ۲۰۰ متری ضلع شمالی قعله داغی واقع شده و این اثر در تاریخ ۲۷ بهمن ۱۳۸۷ با شمارهٔ ثبت ۲۴۶۹۶ به‌عنوان یکی از آثار ملی ایران به ثبت رسیده است.